# Заполевщина
Заполевщина (бел. Заполеўшчына) — деревня в Браславском районе Витебской области Беларуси. Входит в состав Тетерковского сельсовета.

## География
Деревня находится в западной части Витебской области, к северо-западу от озера Укля, на расстоянии приблизительно 11 километров (по прямой) к юго-востоку от города Браслав, административного центра района. Абсолютная высота — 173 метра над уровнем моря. Площадь населённого пункта — 0,0775 км².

## История
По состоянию на 1905 год, в застенке проживало 11 человек (7 мужчин и 4 женщины). В административном отношении входил в состав Перебродской волости Дисненского уезда Виленской губернии.
В 1921 году колония Заполевщина входила в состав гмины Пшебродзе Дисенского повета Виленского воеводства Второй Польской республики. Числилось 29 жителей (17 мужчин и 12 женщин), проживавших в 4 домах. В этническом составе населения того периода белорусы составляли 75,9 %, поляки — 24,1 %. В конфессиональном составе населения преобладали старообрядцы (72,4 %), также были представлены католики (27,6 %).

## Население
По данным переписи 2019 года, в деревне проживало 5 человек.
| Год  | Население, человек |
| ---- | ------------------ |
| 1905 | 11                 |
| 1921 | ↗ 29               |
| 2009 | ↘ 9                |
| 2019 | ↘ 5                |